# Lepidophthalmus sinuensis
Lepidophthalmus sinuensis är en kräftdjursart som beskrevs av Rafael Lemaitre och Rodrigues 1991. Lepidophthalmus sinuensis ingår i släktet Lepidophthalmus och familjen Callianassidae. Inga underarter finns listade i Catalogue of Life.